# ゴリャヂ族
ゴリャヂ族（古東スラヴ語: Голѧдь）は11 - 12世紀のルーシの史料に言及のあるバルト系部族である。居住区はプロトヴァ川(ru)上流であり、ヴャチチ族とクリヴィチ族の居住区に挟まれた位置にあった（現ロシア・モスクワ州、スモレンスク州、カルーガ州）。

## 歴史
考古学的にはモシチナ文化(ru)と関連性があるとされる。また民族学的にはガリンダイ人(ru)と関連性があり、その東部のグループ（西部はプルーセン）とされている。
ゴリャチ族という名に関する最初の言及は1058年の記述である。また、ルーシの年代記（レートピシ）によれば、1147年にノヴゴロド・セヴェルスキー公スヴャトスラフがゴリャチ族を攻めている。12世紀末頃にはゴリャチ族はスラヴ系部族（主にヴャチチ族と考えられる）と同化した。
研究者の多くは、ゴリャチ族は元来（2世紀）は東プロイセンに住んでおり、後に東進し、バルト東部のベルフネオクスカヤ文化(ru)（直訳：オカ川上流文化）と同化したと考えている。ゴリャチ族の移住の理由の１つとして、Basternei族(ru)のザルビンツィ文化の東方への拡大が原因であるという仮説がある。

## 地名
モスクワ州ドミトロフ地区(ru)とクリン地区(ru)の村（деревня(ru) / デレヴニャ）にゴリャヂ（Голяди）の名が残る。またブリャンスク州の村（село(ru) / セロ）であるオトラドノエ(ru)は、史料上の最初の言及時（17世紀の始め）にはゴリャジエ（Голяжье）と、モスクワ川の支流のニシチェンカ川(ru)はかつてゴリャダンカ川（речки Голяданка）と呼ばれていた。